# For Blood
«Por Sangre» —título original en inglés: «For Blood»— es el octavo y final de la primera parte del episodio de la undécima temporada de la post-apocalíptica horror serie de televisión The Walking Dead. El episodio 161 de la serie en general, fue dirigido por Sharat Raju y escrito por Erik Mountain. "For Blood" se lanzó en la plataforma de transmisión AMC+ el 3 de octubre de 2021, antes de transmitirse en AMC el 10 de octubre de 2021.
En el episodio, Maggie (Lauren Cohan), Negan (Jeffrey Dean Morgan) y el Padre Gabriel (Seth Gilliam) lideran una manada hasta Meridian y se cuelan entre la confusión, mientras que los Reapers, liderados por Pope (Ritchie Coster) y acompañados por Daryl (Norman Reedus) y Leah (Lynn Collins), intenta defenderlos. En Alexandria, los supervivientes intentan esperar a que pase una violenta tormenta cuando parte del muro se cae, permitiendo que los caminantes entren a la comunidad. El episodio ha recibido críticas positivas de los críticos.

## Trama
Maggie, Negan, y el Padre Gabriel conducen una manada de caminantes a Meridian mientras están disfrazados entre ellos con máscaras. Cuando llega la manada, los vigías de Meridian están confundidos por el comportamiento de la manada. Daryl, reconociendo el comportamiento, se ofrece como voluntario para alejarlos. En cambio, Pope le encarga a Paul que atraiga a los caminantes. Paul comienza a alejar a la manada de Meridian, pero es emboscado por varios lados y Maggie lo apuñala. Paul es consumido por los caminantes y Negan le roba su radio. Cuando los Reapers dejan de tener noticias de Paul, asumen que está muerto, lo que Pope revela que supuso que sucedería. Leah se enfrenta a Pope, pero él insiste en que a veces los sacrificios son necesarios.
En Alexandria, los supervivientes se refugian en una de las casas mientras azota una violenta tormenta. Mientras cubren las ventanas para mantener a los caminantes y la lluvia fuera, parte del muro exterior de Alexandria se cae y Aaron pide voluntarios para arreglarlo. Connie y Kelly optan por ayudar a Aaron a reconstruir el muro, mientras que Rosita se queda atrás para cuidar a los niños en la casa. Mientras practica con su arma junto a la ventana, Gracie hace demasiado ruido y atrae a los caminantes a la casa. Rosita sale corriendo y mata a varios caminantes para ganar tiempo, pero el número de caminantes comienza a derribar la puerta.
Negan y Elijah conducen la manada de regreso a los muros de Meridian, que activan minas terrestres y explosivos alrededor del perímetro. Maggie y Gabriel se interrumpen para entrar. Cuando se acercan, Daryl mata a un Reaper llamado Marcus Powell apuñalándolo en la garganta y los dirige hacia donde pueden colarse. Maggie y Gabriel se dividen adentro, y Gabriel sube al último piso de un edificio para defender a Maggie con su rifle. Ella usa un camión y lo estrella contra la puerta principal de Meridian, permitiendo que la manada entre a las paredes. Daryl se encuentra con Leah en una azotea y al sentir su malestar por las recientes decisiones de Pope, la invita a huir con él. Cuando ella se niega, Daryl confiesa que está con el grupo de Maggie y que se escondían entre la horda de muertos. A pesar de sentirse traicionada, Leah le oculta su secreto a Pope cuando llega a la azotea, con Ancheta revelando un hwacha.
De vuelta en Alexandria, Rosita lidera un retiro al segundo piso de la casa donde pueden eliminar a los caminantes; sin embargo, Judith descubre a Gracie escondida en el sótano que ahora se está inundando. Intentan unirse a los demás solo para ser obligados a regresar al sótano inundado por los caminantes que ahora han entrado a la casa.
Mientras los Reapers en el suelo luchan por defenderse de los caminantes, Pope ordena que se dispare el hwacha. Leah señala que esto también matará a los Reapers en el suelo y lo apuñala en la garganta a Pope. Cuando Ancheta intenta intervenir, Daryl le arroja un cuchillo al pecho y lo mata. Maggie lucha contra los Reapers en el patio y antes de que Deaver pueda matarla, Gabriel le dispara en la cabeza y comienza a disparar a los otros Reapers. Mientras Pope se arrastra por el suelo, Leah lo apuñala en la nuca y lo mata. Sin embargo, ella rechaza la invitación de Daryl para unirse a ella debido al asesinato de Ancheta y les comunica por radio a sus camaradas que él mató a Pope. Daryl huye y se une a Maggie y Negan en la lucha contra los Reapers y los caminantes en la batalla en las puertas, solo para que los Reapers retrocedan. Leah, habiendo tomado el mando de los Reapers, ordena que se dispare el hwacha contra el grupo y su horda.

## Recepción

### Recepción crítica
El episodio recibió críticas positivas. En el agregador de reseñas sitio Rotten Tomatoes, "For Blood" tiene una puntuación del 82%, con una puntuación promedio de 7,4 en 11 reseñas. El consenso crítico dice: "Un clímax temprano para la última temporada de 'The Walking Dead'', 'For Blood' presenta una apasionante confrontación contra la amenaza de los Reaper, con un par de sorpresas espantosas en la mezcla."
Ron Hogan de Den of Geek le dio al episodio 3,5 de 5 estrellas y escribió que: "Ambas historias funcionan bien y no hay una ruptura real en la tensión entre las dos. Ambas solo aumentan la tensión antes de comenzar la temporada". -pausa de suspenso." Erik Kain de Forbes elogió la acción del episodio, pero criticó la falta de progresión de la historia en la temporada hasta el momento, escribiendo que: "Al final, ha sucedido muy poco en esta temporada hasta ahora a pesar de ocho de las 24 episodios terminados".

### Calificaciones
El episodio fue visto por 1,91 millones de espectadores en los Estados Unidos en su fecha de emisión original. Marcó un aumento en los ratings respecto al episodio anterior, que tuvo 1,89 millones de espectadores.